# Mẫu hình Ba người lính trắng
Ba người lính trắng là tên một mẫu hình biểu đồ nến trong phân tích kỹ thuật các thị trường tài chính. Nó mở ra trên ba phiên giao dịch và cho thấy một sự đảo ngược giá mạnh mẽ từ một thị trường gấu sang một thị trường bò. Hình mẫu bao gồm ba cây nến dài xu hướng đi lên như một cầu thang; mỗi nến nên mở bên trên giá mở của phiên trước, tốt nhất là trong khoảng giá trung bình của phiên trước. Mỗi nến cũng nên đóng dần lên phía trên để thiết lập một giá cao trong ngắn hạn mới.

Ba người lính trắng giúp xác nhận rằng một thị trường gấu đã kết thúc và cảm tính thị trường đã chuyển biến tích cực. Trong Candlestick Charting Explained, nhà phân tích kỹ thuật Gregory L. Morris nói: "Loại hành động giá này là rất lạc quan và không bao giờ nên bỏ qua."
Mẫu hình nến này là trái ngược với Ba con quạ đen, mà chia sẻ các thuộc tính tương tự nhưng ngược lại.